# Dysdera westringi
Dysdera westringi este o specie de păianjeni din genul Dysdera, familia Dysderidae, descrisă de O. P.-cambridge în anul 1872. Conform Catalogue of Life specia Dysdera westringi nu are subspecii cunoscute.